# 第23回全日本アンサンブルコンテスト
第23回全日本アンサンブルコンテストは、2000年に行われた全日本アンサンブルコンテストの第23回大会である。

## 概要
2000年3月18日に、宮城県民会館で開催された。全日本吹奏楽連盟・朝日新聞社主催。文化庁・日本放送協会後援。

### 審査員
- 赤坂達三
- 梅津正好
- 澤 敦
- 関山幸弘
- 高橋知己
- 堂阪清高
- 彦坂眞一郎（サクソフォーン奏者）
- 三宅隆文
- 宮下宣子

## 代表校・代表団体
下記表では同一校から2グループが出場した場合は、「W（ダブル）出場」と表記。

### 中学の部
| 中学の部 | 中学の部          | 中学の部                       | 中学の部                |
| 支部     | 都道府県 （地区） | 代表校                         | 出場回数                |
| -------- | ----------------- | ------------------------------ | ----------------------- |
| 北海道   |                   | 江別市立中央中学校吹奏楽部     | 初出場                  |
| 北海道   |                   | 旭川市立北門中学校吹奏楽部     | 2回目2年連続            |
| 東北     | 秋田県            | 湯沢市立湯沢南中学校吹奏楽部   | 初出場                  |
| 東北     | 福島県            | 原町市立原町第二中学校吹奏楽部 | 8回目4年ぶり            |
| 東関東   | 栃木県            | 益子町立益子中学校吹奏楽部     | 2回目2年連続            |
| 東関東   | 千葉県            | 松尾町立松尾中学校吹奏楽部     | 初出場                  |
| 西関東   | 埼玉県            | 飯能市立加治中学校吹奏楽部     | 初出場                  |
| 西関東   | 埼玉県            | 飯能市立飯能西中学校吹奏楽部   | 2回目2年連続            |
| 東京     | 東京都            | 豊島区立池袋中学校吹奏楽部     | 2回目6年ぶり            |
| 東京     | 東京都            | あきる野市立東中学校吹奏楽部   | 初出場                  |
| 北陸     | 富山県            | 高岡市立芳野中学校吹奏楽部     | 3回目2年ぶり            |
| 北陸     | 福井県            | 鯖江市中央中学校吹奏楽部       | 2回目4年ぶり            |
| 東海     | 三重県            | 鈴鹿市立大木中学校吹奏楽部     | 初出場                  |
| 東海     | 三重県            | 桑名市立正和中学校吹奏楽部     | 初出場                  |
| 関西     | 京都府            | 京都文教女子中学校吹奏楽部     | 初出場                  |
| 関西     | 兵庫県            | 山崎町立山崎西中学校吹奏楽部   | 2回目2年連続            |
| 中国     | 岡山県            | 岡山市立高松中学校吹奏楽部     | 初出場                  |
| 中国     | 山口県            | 山口市立大内中学校吹奏楽部     | 2回目4年ぶり            |
| 四国     | 愛媛県            | 松山市立椿中学校吹奏楽部       | 3回目2年連続／Ｗ出場 ア |
| 九州     | 福岡県            | 須恵町立須恵中学校吹奏楽部     | 初出場                  |
| 九州     | 大分県            | 中津市立豊陽中学校吹奏楽部     | 初出場                  |

### 大学の部
| 大学の部 | 大学の部          | 大学の部                                           | 大学の部      |
| 支部     | 都道府県 （地区） | 代表団体                                           | 出場回数      |
| -------- | ----------------- | -------------------------------------------------- | ------------- |
| 北海道   |                   | 北海道教育大学函館校吹奏楽部                       | 7回目2年連続  |
| 東北     | 宮城県            | 石巻専修大学シンフォニック・ウインド・オーケストラ | 2回目2年連続  |
| 東関東   | 茨城県            | 茨城大学吹奏楽部                                   | 4回目3年連続  |
| 西関東   | 埼玉県            | 埼玉大学吹奏楽部                                   | 2回目7年ぶり  |
| 東京     | 東京都            | 国士舘大学吹奏楽部                                 | 初出場        |
| 北陸     | 石川県            | 金沢大学吹奏楽団                                   | 20回目2年ぶり |
| 東海     | 三重県            | 三重大学吹奏楽団                                   | 3回目7年ぶり  |
| 関西     | 京都府            | 京都大学吹奏楽部                                   | 初出場        |
| 中国     | 島根県            | 島根大学吹奏楽部                                   | 6回目4年ぶり  |
| 四国     | 高知県            | 高知大学吹奏楽団                                   | 5回目5年ぶり  |
| 九州     | 福岡県            | 福岡大学応援指導部吹奏楽団                         | 8回目2年連続  |

### 高校の部
| 高校の部 | 高校の部          | 高校の部                             | 高校の部      |
| 支部     | 都道府県 （地区） | 代表校                               | 出場回数      |
| -------- | ----------------- | ------------------------------------ | ------------- |
| 北海道   |                   | 北海道大麻高等学校吹奏楽部           | 6回目2年連続  |
| 北海道   |                   | 北海道遠軽高等学校吹奏楽団           | 2回目13年ぶり |
| 東北     | 山形県            | 山形県立鶴岡高等学校吹奏楽研究会     | 初出場        |
| 東北     | 福島県            | 福島県立磐城高等学校吹奏楽部         | 3回目4年ぶり  |
| 東関東   | 千葉県            | 習志野市立習志野高等学校吹奏楽部     | 6回目2年連続  |
| 東関東   | 神奈川県          | 東海大学付属相模高等学校吹奏楽部     | 初出場        |
| 西関東   | 埼玉県            | 埼玉県立伊奈学園総合高等学校吹奏楽部 | 5回目3年ぶり  |
| 西関東   | 新潟県            | 新潟県立新潟商業高等学校吹奏楽部     | 4回目2年ぶり  |
| 東京     | 東京都            | 世田谷学園高等学校吹奏楽部           | 5回目3年ぶり  |
| 東京     | 東京都            | 八王子高等学校吹奏楽部               | 8回目3年連続  |
| 北陸     | 富山県            | 富山県立伏木高等学校吹奏楽部         | 初出場        |
| 北陸     | 福井県            | 福井県立武生東高等学校吹奏楽部       | 7回目4年ぶり  |
| 東海     | 静岡県            | 静岡県立浜松工業高等学校吹奏楽部     | 4回目9年ぶり  |
| 東海     | 三重県            | 三重県立白子高等学校吹奏楽部         | 初出場        |
| 関西     | 滋賀県            | 滋賀県立甲西高等学校吹奏楽部         | 4回目2年連続  |
| 関西     | 大阪府            | 大阪信愛女学院高等学校吹奏楽部       | 7回目5年ぶり  |
| 中国     | 島根県            | 出雲北陵高等学校吹奏楽部             | 3回目3年ぶり  |
| 中国     | 岡山県            | おかやま山陽高等学校吹奏楽部         | 2回目2年連続  |
| 四国     | 徳島県            | 徳島県立城北高等学校吹奏楽部         | 初出場        |
| 四国     | 高知県            | 高知県立岡豊高等学校吹奏楽部         | 初出場        |
| 九州     | 福岡県            | 福岡第一高等学校吹奏楽部             | 2回目6年ぶり  |
| 九州     | 長崎県            | 長崎県立長崎東高等学校吹奏楽部       | 初出場        |

### 一般の部
| 一般の部 | 一般の部          | 一般の部                           | 一般の部     |
| 支部     | 都道府県 （地区） | 代表団体                           | 出場回数     |
| -------- | ----------------- | ---------------------------------- | ------------ |
| 北海道   |                   | 滝川市民吹奏楽団                   | 初出場       |
| 東北     | 青森県            | 青森吹奏楽団                       | 初出場       |
| 東関東   | 栃木県            | 作新楽音会                         | 初出場       |
| 西関東   | 山梨県            | ユニオン オブ ハーモニー           | 初出場       |
| 東京     | 東京都            | 創価グロリア吹奏楽団               | 2回目2年連続 |
| 北陸     | 石川県            | 金沢サクソフォンアンサンブル       | 2回目3年ぶり |
| 東海     | 三重県            | 上野ウインドアンサンブル           | 初出場       |
| 関西     | 大阪府            | 創価学会関西吹奏楽団               | 4回目3年ぶり |
| 中国     | 広島県            | MKU吹奏楽団                        | 2回目2年連続 |
| 四国     | 高知県            | クレールサクソフォーンクァルテット | 3回目2年連続 |
| 九州     | 沖縄県            | 沖縄クラリネットカンパニー         | 初出場       |

### 職場の部
| 職場の部 | 職場の部          | 職場の部                            | 職場の部      |
| 支部     | 都道府県 （地区） | 代表団体                            | 出場回数      |
| -------- | ----------------- | ----------------------------------- | ------------- |
| 北海道   |                   | 六花亭管楽器アンサンブル            | 初出場        |
| 東北     | 福島県            | 福島県庁「アンサンブル ゼルコーバ」 | 初出場'       |
| 東関東   | 神奈川県          | NEC玉川吹奏楽団                     | 16回目2年ぶり |
| 西関東   | 埼玉県            | 株式会社ウインズ吹奏楽部            | 4回目2年ぶり  |
| 東京     | 東京都            | NTT東京吹奏楽団                     | 3回目2年連続  |
| 東海     | 静岡県            | ヤマハ吹奏楽団浜松                  | 13回目3年連続 |
| 中国     | 山口県            | NEC山口吹奏楽団                     | 初出場'       |
| 九州     | 沖縄県            | 沖縄銀行吹奏楽団                    | 3回目9年ぶり  |

## 結果

### 中学の部
| 中学の部 | 中学の部        | 中学の部                       | 中学の部             | 中学の部                                                                       | 中学の部 | 中学の部   |
| No.      | 代表支部        | 団体名                         | 編成                 | 演奏曲（作曲者／編曲者）                                                       | 賞       | 補足       |
| -------- | --------------- | ------------------------------ | -------------------- | ------------------------------------------------------------------------------ | -------- | ---------- |
| 1        | 東海／ 三重県   | 鈴鹿市立大木中学校吹奏楽部     | 打楽器五重奏         | 「インタープレイ」よりII・III楽章 （M.ホービット）                             | 銀       |            |
| 2        | 北陸／ 福井県   | 鯖江市中央中学校吹奏楽部       | 打楽器七重奏         | ソロ・ティンパニとパーカッション・アンサンブルのための組曲 （小長谷宗一）      | 銀       |            |
| 3        | 東海／ 三重県   | 桑名市立正和中学校吹奏楽部     | 木管混成五重奏       | パヴァーヌ （G.フォーレ）                                                      | 銅       |            |
| 4        | 北海道          | 江別市立中央中学校吹奏楽部     | サクソフォーン四重奏 | ルーマニア民謡の主題による組曲 （J.アブシル）                                  | 銀       |            |
| 5        | 中国／ 山口県   | 山口市立大内中学校吹奏楽部     | サクソフォーン四重奏 | 「サクソフォーン四重奏曲」より第3・4楽章 （F.et M.ジャンジャン）               | 銀       |            |
| 6        | 東関東／ 栃木県 | 益子町立益子中学校吹奏楽部     | サクソフォーン四重奏 | 「サクソフォーン四重奏曲」より第1・4楽章 （J.B.サンジュレ）                    | 銀       |            |
| 7        | 四国／ 愛媛県   | 松山市立椿中学校吹奏楽部       | サクソフォーン四重奏 | 第1楽章 （J.B.サンジュレ）                                                     | 金       | W出場 ア-1 |
| 8        | 西関東／ 埼玉県 | 飯能市立加治中学校吹奏楽部     | クラリネット八重奏   | ルーマニア民俗舞曲 （B.バルトーク）                                            | 銅       |            |
| 9        | 関西／ 京都府   | 京都文教女子中学校吹奏楽部     | クラリネット八重奏   | コラールと舞曲 （V.ネリベル）                                                  | 銅       |            |
| 10       | 東北／ 秋田県   | 湯沢市立湯沢南中学校吹奏楽部   | クラリネット八重奏   | コラールと舞曲 （V.ネリベル）                                                  | 銀       |            |
| 11       | 九州／ 福岡県   | 須恵町立須恵中学校吹奏楽部     | クラリネット四重奏   | 「ディヴェルティメント」より第3楽章 （A.ウール）                               | 銀       |            |
| 12       | 九州／ 大分県   | 中津市立豊陽中学校吹奏楽部     | クラリネット四重奏   | プレリュードとスケルツォ （D.ベネット）                                        | 金       |            |
| 13       | 四国／ 愛媛県   | 松山市立椿中学校吹奏楽部       | フルート五重奏       | 「6つの協奏曲第4番」よりI・II （J.ボワモルティエ）                             | 金       | W出場 ア-2 |
| 14       | 西関東／ 埼玉県 | 飯能市立飯能西中学校吹奏楽部   | フルート四重奏       | 「四重奏曲」よりI.祭り III.哀歌 IV.タンブラン （P.デュボア）                   | 金       |            |
| 15       | 東京／ 中学     | 豊島区立池袋中学校吹奏楽部     | 金管八重奏           | 第7旋法によるカンツォン第2番 （G.ガブリエーリ）                                | 銅       |            |
| 16       | 東関東／ 千葉県 | 松尾町立松尾中学校吹奏楽部     | 金管八重奏           | スザート組曲 （T.スザート）                                                    | 銅       |            |
| 17       | 北海道          | 旭川市立北門中学校吹奏楽部     | 金管八重奏           | 「フランス・ルネサンス舞曲集」より （G.ジェルヴェーズ＆P.アテニャン）          | 銀       |            |
| 18       | 東京／ 中学     | あきる野市立東中学校吹奏楽部   | 金管八重奏           | 「フランス・ルネサンス舞曲集」より1・3・2番 （G.ジェルヴェーズ＆P.アテニャン） | 金       |            |
| 19       | 東北／ 福島県   | 原町市立原町第二中学校吹奏楽部 | 金管八重奏           | タンホイザーの大行進曲 （R.ワーグナー）                                        | 銀       |            |
| 20       | 北陸／ 富山県   | 高岡市立芳野中学校吹奏楽部     | 金管八重奏           | 「ロンドンの小景」よりI・V （G.ラングフォード）                                | 金       |            |
| 21       | 関西／ 兵庫県   | 山崎町立山崎西中学校吹奏楽部   | 金管八重奏           | 「金管八重奏のためのテレプシコーレ舞曲集」より （M.プレトリウス）              | 金       |            |
| 22       | 中国／ 岡山県   | 岡山市立高松中学校吹奏楽部     | 金管八重奏           | 「金管八重奏のためのテレプシコーレ舞曲集」より （M.プレトリウス）              | 銀       |            |

### 大学の部
| 大学の部 | 大学の部        | 大学の部                                           | 大学の部             | 大学の部                                                          | 大学の部 | 大学の部 |
| No.      | 代表支部        | 団体名                                             | 編成                 | 演奏曲（作曲者／編曲者）                                          | 賞       | 補足     |
| -------- | --------------- | -------------------------------------------------- | -------------------- | ----------------------------------------------------------------- | -------- | -------- |
| 1        | 北陸／ 石川県   | 金沢大学吹奏楽団                                   | 打楽器七重奏         | マリンバとパーカッションアンサンブルのための協奏曲 （N.ロサウロ） | 銀       |          |
| 2        | 北海道          | 北海道教育大学函館校吹奏楽部                       | 打楽器六重奏         | バリ島からの幻想曲'84 （伊藤康英）                                | 金       |          |
| 3        | 四国／ 高知県   | 高知大学吹奏楽団                                   | サクソフォーン四重奏 | サクソフォーン四重奏のための“万葉”より （櫛田胅之扶）             | 銅       |          |
| 4        | 東関東／ 茨城県 | 茨城大学吹奏楽部                                   | サクソフォーン四重奏 | 「サクソフォーン四重奏曲」より第3楽章 （A.デザンクロ）            | 金       |          |
| 5        | 西関東／ 埼玉県 | 埼玉大学吹奏楽部                                   | サクソフォーン四重奏 | 「サクソフォーン四重奏曲」より第1楽章 （A.デザンクロ）            | 銀       |          |
| 6        | 関西／ 京都府   | 京都大学吹奏楽部                                   | サクソフォーン四重奏 | 「サクソフォーン四重奏曲」より第1楽章 （A.デザンクロ）            | 銀       |          |
| 7        | 東海／ 三重県   | 三重大学吹奏楽団                                   | サクソフォーン四重奏 | 「ティータイムの画集」よりI・IV （三浦真理）                      | 金       |          |
| 8        | 九州／ 福岡県   | 福岡大学応援指導部吹奏楽団                         | 木管五重奏           | 「6つのバガテル」より （G.リゲティ）                              | 銅       |          |
| 9        | 中国／ 島根県   | 島根大学吹奏楽部                                   | 木管三重奏           | グランドトリオ （L.v.ベートーヴェン）                             | 銀       |          |
| 10       | 東北／ 宮城県   | 石巻専修大学シンフォニック・ウインド・オーケストラ | 金管八重奏           | ティコ・ティコ （Z.アブレウ）                                     | 金       |          |
| 11       | 東京／ 大学     | 国士舘大学吹奏楽部                                 | 管打八重奏           | 「インテリジェンスNo.4」より1、2 （利根川勝）                     | 銀       |          |

### 高校の部
| 高校の部 | 高校の部          | 高校の部                             | 高校の部             | 高校の部 | 高校の部 | 高校の部 |
| No.      | 代表支部          | 団体名                               | 編成                 | 演奏曲（作曲者／編曲者）                                                                                                | 賞       | 補足     |
| -------- | ----------------- | ------------------------------------ | -------------------- | --- | -------- | -------- |
| 1        | 関西／ 滋賀県     | 滋賀県立甲西高等学校吹奏楽部         | 打楽器八重奏         | メタモロフォシス （K.リッパー）                                                                                         | 金       |          |
| 2        | 四国／ 高知県     | 高知県立岡豊高等学校吹奏楽部         | 打楽器七重奏         | 「ソロ・ティンパニとパーカッション・アンサンブルのための組曲」より II.ファンタジア、III.アフリカンビート （小長谷宗一） | 銀       |          |
| 3        | 北陸／ 富山県     | 富山県立伏木高等学校吹奏楽部         | 打楽器四重奏         | マリンバ・スピリチュアル （三木稔）                                                                                     | 銀       |          |
| 4        | 四国／ 徳島県     | 徳島県立城北高等学校吹奏楽部         | サクソフォーン四重奏 | 「サクソフォーン四重奏曲」より第2・4楽章 （F.et M.ジャンジャン）                                                        | 銀       |          |
| 5        | 東関東／ 千葉県   | 習志野市立習志野高等学校吹奏楽部     | サクソフォーン四重奏 | ルーマニア民謡の主題による組曲 （J.アブシル）                                                                           | 銀       |          |
| 6        | 中国／ 島根県     | 出雲北陵高等学校吹奏楽部             | サクソフォーン四重奏 | 民謡風ロンドの主題による序奏と変奏 （G.ピエルネ）                                                                       | 銀       |          |
| 7        | 北海道            | 北海道大麻高等学校吹奏楽部           | クラリネット八重奏   | 「弦楽四重奏曲」より （M.ラヴェル）                                                                                     | 銅       |          |
| 8        | 東京／ 高校       | 世田谷学園高等学校吹奏楽部           | クラリネット八重奏   | 「アンダルシア舞曲」よりセンティメント （M.インファンテ）                                                               | 金       |          |
| 9        | 関西／ 大阪府     | 大阪信愛女学院高等学校吹奏楽部       | クラリネット八重奏   | プスタI. II. （J.ヴァン=デル=ロースト）                                                                                 | 銀       |          |
| 10       | 東関東／ 神奈川県 | 東海大学付属相模高等学校吹奏楽部     | クラリネット八重奏   | ルーマニア民俗舞曲 （B.バルトーク）                                                                                     | 銀       |          |
| 11       | 東京／ 高校       | 八王子高等学校吹奏楽部               | クラリネット八重奏   | コラールと舞曲 （V.ネリベル）                                                                                           | 金       |          |
| 12       | 東北／ 山形県     | 山形県立鶴岡高等学校吹奏楽研究会     | クラリネット四重奏   | 「オーディションのための6つの小品」よりI・II・VI （J.M.ドゥファイ）                                                     | 金       |          |
| 13       | 西関東／ 埼玉県   | 埼玉県立伊奈学園総合高等学校吹奏楽部 | クラリネット四重奏   | 「オーディションのための6つの小品」より （J.M.ドゥファイ）                                                              | 金       |          |
| 14       | 北陸／ 福井県     | 福井県立武生東高等学校吹奏楽部       | クラリネット四重奏   | 楽天家に捧ぐ螺旋 （コバ）                                                                                               | 銅       |          |
| 15       | 西関東／ 新潟県   | 新潟県立新潟商業高等学校吹奏楽部     | クラリネット四重奏   | クラリネットラプソディー （D.ベネット）                                                                                 | 銅       |          |
| 16       | 九州／ 福岡県     | 福岡第一高等学校吹奏楽部             | フルート四重奏       | アルカディ （M.ベルトミュー）                                                                                           | 金       |          |
| 17       | 中国／ 岡山県     | おかやま山陽高等学校吹奏楽部         | 木管八重奏           | 「リュートのための古いアリアと舞曲」より第3楽曲より （O.レスピーギ）                                                    | 銀       |          |
| 18       | 北海道            | 北海道遠軽高等学校吹奏楽団           | 木管五重奏           | 「セレナード第12番」より （W.A.モーツァルト）                                                                           | 銅       |          |
| 19       | 東海／ 静岡県     | 静岡県立浜松工業高等学校吹奏楽部     | 金管八重奏           | 「ニューヨークのロンドン子」より5.ラジオシティ （J.パーカー）                                                           | 銀       |          |
| 20       | 東北／ 福島県     | 福島県立磐城高等学校吹奏楽部         | 金管八重奏           | 「高貴なる葡萄酒を讃えて」より第5楽章フンダドーレ…そしてシャンペンをもう1本 （G.リチャーズ）                            | 銀       |          |
| 21       | 九州／ 長崎県     | 長崎県立長崎東高等学校吹奏楽部       | 金管八重奏           | 「高貴なる葡萄酒を讃えて」より第5楽章フンダドーレ…そしてシャンペンをもう1本 （G.リチャーズ）                            | 金       |          |
| 22       | 東海／ 三重県     | 三重県立白子高等学校吹奏楽部         | 金管八重奏           | 「金管八重奏のためのテレプシコーレ舞曲集」よりエントレ、クーラント、ヴォルト （M.プレトリウス）                         | 銀       |          |

### 一般の部
| 一般の部 | 一般の部        | 一般の部                           | 一般の部             | 一般の部                                                                 | 一般の部 | 一般の部 |
| No.      | 代表支部        | 団体名                             | 編成                 | 演奏曲（作曲者／編曲者）                                                 | 賞       | 補足     |
| -------- | --------------- | ---------------------------------- | -------------------- | ------------------------------------------------------------------------ | -------- | -------- |
| 1        | 北陸／ 石川県   | 金沢サクソフォンアンサンブル       | サクソフォーン八重奏 | 「弦楽六重奏曲フィレンツェの思い出」より第4楽章 （P.I.チャイコフスキー） | 金       |          |
| 2        | 東海／ 三重県   | 上野ウインドアンサンブル           | サクソフォーン四重奏 | 3つの小品 （D.スカルラッティ）                                           | 銀       |          |
| 3        | 東北／ 青森県   | 青森吹奏楽団                       | サクソフォーン四重奏 | アラベスク第1番 （C.ドビュッシー）                                       | 金       |          |
| 4        | 四国／ 高知県   | クレールサクソフォーンクァルテット | サクソフォーン四重奏 | 「弦楽四重奏曲」より第1楽章 （C.ドビュッシー）                           | 銀       |          |
| 5        | 東関東／ 栃木県 | 作新楽音会                         | サクソフォーン四重奏 | 「サクソフォーン四重奏曲第1番」より （J.B.サンジュレ）                   | 銅       |          |
| 6        | 関西／ 大阪府   | 創価学会関西吹奏楽団               | クラリネット四重奏   | 楽天家に捧ぐ螺旋 （コバ）                                                | 金       |          |
| 7        | 九州／ 沖縄県   | 沖縄クラリネットカンパニー         | クラリネット四重奏   | 「オーディションのための6つの小品」より （J.M.ドゥファイ）               | 金       |          |
| 8        | 東京／ 一般     | 創価グロリア吹奏楽団               | クラリネット四重奏   | 野宮 （磯崎敦博）                                                        | 金       |          |
| 9        | 中国／ 広島県   | MKU吹奏楽団                        | クラリネット四重奏   | アルゼンチン （D.ベネット）                                              | 銅       |          |
| 10       | 西関東／ 山梨県 | ユニオン オブ ハーモニー           | フルート三重奏       | 「3つのトリオ ト短調」より第1・2楽章 （F.クーラウ）                      | 金       |          |
| 11       | 北海道          | 滝川市民吹奏楽団                   | トランペット三重奏   | 「5つのバガテル」よりI・II・III・V （P.デュボア）                        | 銅       |          |

### 職場の部
| 職場の部 | 職場の部          | 職場の部                            | 職場の部             | 職場の部                                                     | 職場の部 | 職場の部 |
| No.      | 代表支部          | 団体名                              | 編成                 | 演奏曲（作曲者／編曲者）                                     | 賞       | 補足     |
| -------- | ----------------- | ----------------------------------- | -------------------- | ------------------------------------------------------------ | -------- | -------- |
| 1        | 東関東／ 神奈川県 | NEC玉川吹奏楽団                     | サクソフォーン四重奏 | 「サクソフォーン四重奏曲第1番」より （J.B.サンジュレ）       | 銀       |          |
| 2        | 東海／ 静岡県     | ヤマハ吹奏楽団浜松                  | クラリネット四重奏   | パガニーニの主題による変奏曲 （K.ウィルソン）                | 金       |          |
| 3        | 西関東／ 埼玉県   | 株式会社ウインズ吹奏楽部            | クラリネット三重奏   | 「3本のクラリネットのための組曲」より第3・4楽章 （A.クック） | 銅       |          |
| 4        | 北海道            | 六花亭管楽器アンサンブル            | フルート三重奏       | 小三重奏曲 （F.ホフマイスター）                              | 銀       |          |
| 5        | 東北／ 福島県     | 福島県庁「アンサンブル ゼルコーバ」 | 木管五重奏           | ディヴェルティメント （J.ハイドン）                          | 銀       |          |
| 6        | 九州／ 沖縄県     | 沖縄銀行吹奏楽団                    | 金管四重奏           | クァルテット フォー ロー ブラス （S.ブラ）                   | 銅       |          |
| 7        | 東京／ 職場       | NTT東京吹奏楽団                     | 金管五重奏           | 「ポギーとベス」より （G.ガーシュイン）                      | 銅       |          |
| 8        | 中国／ 山口県     | NEC山口吹奏楽団                     | 金管六重奏           | 「テレプシコーレ舞曲集」より （M.プレトリウス）              | 金       |          |